# Jazbina Cvetlinska
Jazbina Cvetlinska – wieś w Chorwacji, w żupanii varażdińskiej, w gminie Bednja. W 2011 roku liczyła 337 mieszkańców.